# Marina Porošenková
Marina Porošenková (* 1. února 1962 Kyjev, Ukrajinská sovětská socialistická republika, Sovětský svaz) je ukrajinská kardioložka, která byla v letech 2014–2019 jako manželka Petra Porošenka první dámou Ukrajiny. Poté kandidovala v komunálních volbách v Kyjevě.

## Životopis
Marina Porošenková se narodila jako Marina Perevedencevová 1. února 1962 v Kyjevě v Ukrajinské sovětské socialistické republice v Sovětském svazu. Její otec Anatoly byl náměstkem ministra zdravotnictví Ukrajinské sovětské socialistické republiky. Matka Lyudmyla pracovala v kyjevské zbrojovce Arsenal.
Během studia na Bogomolcově národní lékařské univerzitě se na diskotéce seznámila s Petrem Porošenkem. Vzali se v roce 1984. Poté pracovala jako kardioložka v nemocnici Zhovtneva. Po narození prvního syna tuto práci opustila, aby se mohla věnovat rodině. Zapojila se do aktivit Charitativní nadace Petra Porošenka.
V roce 2007 absolvovala studium krásných umění na Národní akademii vládních manažerů kultury a umění.
V roce 2014 se v televizním rozhovoru vyjádřila, že se plánuje věnovat sociálním a kulturním problémům, kterým Ukrajina v současné době čelí. Na konci června 2014 se setkala s Irynou Heraščenko, vyslankyní Mírového plánu pro východní Ukrajinu a mediátorkou během proruských nepokojů na Ukrajině. Diskutovaly možnosti pomoci lidem na východní Ukrajině.
V letech 2018–2019 byla předsedkyní Ukrajinské kulturní nadace.
Při komunálních volbách v Kyjevě v roce 2020 byla na prvním místě kandidátní listiny Evropské solidarity. Při souběžně probíhajících volbách starosty Kyjeva ale Evropská solidarita podpořila současného starostu Vitalije Klička (který byl nominován Ukrajinskou demokratickou aliancí za reformy). V těchto komunálních volbách Evropská solidarita získala celkem 31 křesel. Kličko byl znovuzvolen kyjevským starostou.